# 斯坦 (單位)
斯坦（sthène、sthéne或sthene）縮寫為sn，是米-公噸-秒制中力的單位，是在1919年引入法國的。此單位在1876年由英国学术协会提出時，其名稱為funal，在1914年改為目前的名稱。米-公噸-秒制被後來的米-公斤-秒制及國際單位制所取代，此單位也很少被使用。
| 1 斯坦 | = | 1     | 千牛頓[4]      |
| 1 斯坦 | ≈ | 102.0 | 千克力         |
| 1 斯坦 | ≈ | 224.8 | 磅力           |
| 1 斯坦 | ≈ | 7233  | 磅達（英语：poundal） |